# Kenéz (tisztség)
A kenéz a betelepítést irányító román közösségi vezető volt a középkori Magyarországon, aki arra kapott jogot, hogy a neki kiutalt királyi földre – mely általában egy-két patakvölgy volt – vlachokat vagy vlach jogon telepeseket telepítsen. A kenéz ezáltal – kenézi jogon – örökletes birtokosa lett a földnek, de cserébe adóval tartozott az ispánnak. Hasonló szerepe volt a német soltésznak. Románok esetén a vajda és bojár-boér elnevezés is ismeretes.

## Eredete
A „kenéz” szó (az eredetileg ’törzsfő, herceg’ jelentésű szláv szó knyáz származéka) már a honfoglalás óta szintén ismeretes volt a magyar nyelvben is, majd a Havasalföldön és Moldvában élő, részben kun származású vezető réteg elnevezése. A románok által szórványosan máig is használt román alakja (cneaz) magyar eredetű.

## Kenézi falvak
Az idegenek betelepülésének kedvező rendeletek nyomán, a kenézek jelentős közreműködésével jöttek létre a 13–16. században a többi településhez képest kiváltságokat élvező vlach jogú falvak. Bár a vlach szó a románokat jelölte, az elsősorban pásztorkodással foglalkozó vlach jogú falvak lakói ruszinok, szlovákok, lengyelek, horvátok és magyarok is lehettek.

## Kenézek

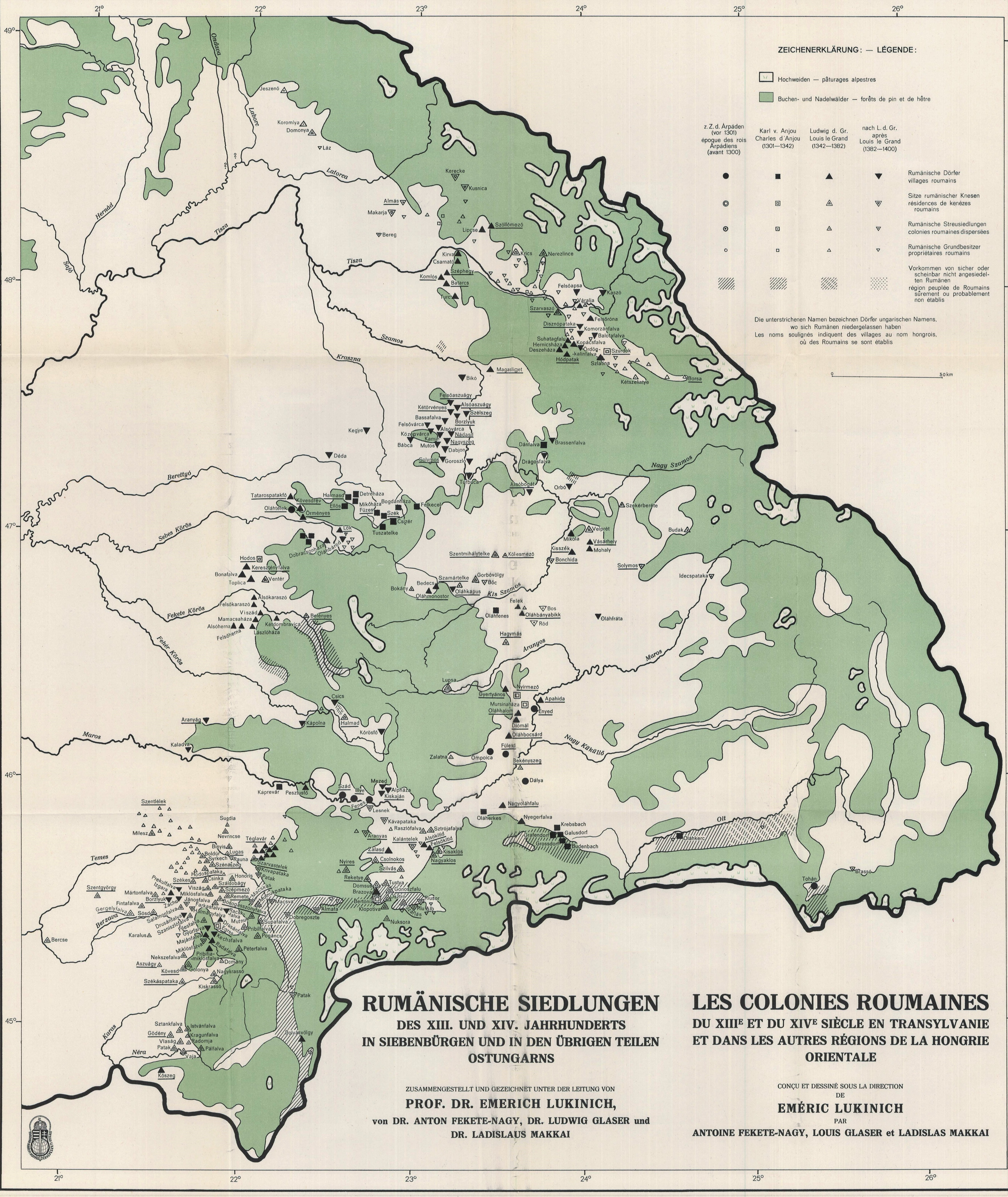
Román betelepítés Erdélybe Nagy Lajos koráig. A 14. és 15. században meggyorsult az oláh települések üteme. Erdély különböző pontjain kenézek által telepített új falvak – novae plantationes – jelentek meg

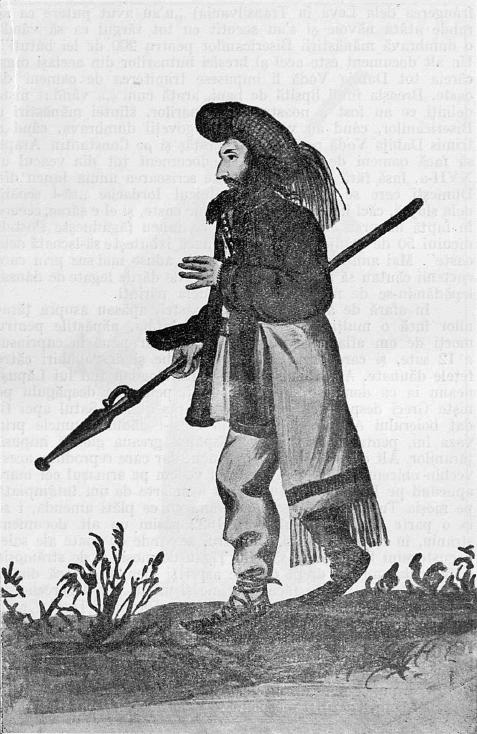
Fogarasi román jobbágy a 17. században

A román közösségek élén álló kenézek és vajdák a bírói hatalmat választott esküdtekkel együtt gyakorolták a király és a nép nevében. A kenézek gyakran a betelepítési „projektek” vezetői voltak, egyfajta vállalkozói szerepet töltöttek be, akik felkérésre a király, később egyes nemesek addig műveletlen birtokait betelepítették és utána a telepesek és a király megbízottai (ispán, várnagy, tiszt), illetve a földesurak között az összekötő szerepét töltötték be.
A román vezetők és vezetettek közt, mint általában a magyarországi királyi telepes népeknél, nem állt fenn földesúri függési viszony. Tekintettel arra, hogy a gazdasági létalap, a legelőterület és a telephely a király tulajdona volt, a vajda és a kenéz szerepe mindinkább a királyi tisztviselőség felé tolódott el, s a népnek magának mind kevesebb beleszólása lett kormányoztatásába, ami a vezetőket arra csábította, hogy helyi kiskirályok módjára lépjenek fel. A 14. század végén már általános a panasz, hogy a kenézek a vezetésük alatt álló népet jobbágyaikként kezelik, új adókkal sanyargatják és földesúri jogokat igényelnek maguknak. A király 1377-ben szigorúan tiltotta ezeket a túlkapásokat.
A 14. századtól telepítésvezetői lettek a betelepülők irtásfalvainak. A román és ruszin kenézek speciálisan kiváltságolt helyzete ekkortól azonos lett a soltészekével. Ők viselték a település bírói tisztét, adómentes telkeket kaptak, élvezték a kisebb regálék – malomtartás, kocsmatartás – hasznát, kisebb ünnepi ajándékokra is számot tarthattak.
Mikor a 14. század közepére a nemesség országszerte megkapta a jobbágyai fölötti ítélkezési jogot, a királyi területekről elkerült románok a földesurak jobbágyaivá váltak. A magánbirtokon élő vajda és kenéz ezentúl nem más, ahogy egy 15. század eleji oklevél találóan mondja, mint „capitaneus jobagionum”, azaz mai kifejezéssel élve falubíró, aki maga is jobbágy, legfeljebb adókedvezményeket élvez a rábízott nép igazgatása fejében.
A XIII–XIV. századtól a románság gyors iramban foglalja el Erdély legeltetésre alkalmas területeit. A foglalás részben pásztorvándorlások révén, részben telepítések által történt. Nemcsak délfelől özönlik a pásztornépség Erdély területére, hanem Moldva felől jőve felbukkannak Máramarosban is, ahonnan tovább rajzanak észak és dél felé. Települési területük a hegyi legelők övezetében van s csak lassan, főleg a XVI. századtól kezdve szivárognak le a síkságokra. A kis hegyi szállások a kenézek vezetése alatt állanak. Az „oláh jog" szerint a kenézek bíráskodnak felettük, szedik az adót: a juhötvenedet, a disznótizedet és más természetbeni adókat.
Már a 14. század első felétől (1326) megjelennek az adatok a egyes kenézek nemessé válásáról, akik hadi vagy egyéb érdemeikért nemesi címet és birtokadományokat kaptak. Az út gyakran fokozatos volt: először örökletessé vált kenézi tisztségük, majd katonáskodást, anyagi szolgáltatást vállaló feltételes („kondicionárius”) nemesekké váltak, ezután nyerhettek országos nemességet. A folyamat a veszélyeztetett határvidéken, Máramarosban kezdődött, a Bánátban, a hunyadi és fogarasi végeken folytatódott. Máramarosban szabályos román nemesi megye alakult ki, de a többi területen a kenézekből lett nemesek beolvadtak a magyar nemességbe. Kiváltak népi közösségükből, elhagyták a román parasztok elnyomott ortodox vallását, aztán a nyelvét is, katolizáltak és magyarul beszéltek. Ezért nem alakult ki Erdélyben román terület, román nemesi rend, és a románság kimaradt az erdélyi vármegyei nemesség, a székely lófők és a szászok 1437-es szövetségéből, az Unio Trium Nationumból.
A kenézcsaládok így átmeneti helyzetben éltek a nemesség és a jobbágyság között. A mohácsi csata elvesztése előtti évszázadban a kenézcsaládok közül sokan szereztek nemességet, földesúrrá válva, mások megmaradtak faluvezetőnek. Ezek azután a természetes szaporulat miatt gyarapodtak, közülük került ki meghatározott időre a főkenéz, a többiek sorukra várva teljes vagy részleges jobbágyi szolgálattal adóztak.